# Uli Jungbluth
Uli Jungbluth (* 1953 in Nauort, Westerwald) ist ein deutscher Erziehungswissenschaftler und ehemaliger Fachleiter für das Allgemeine Seminar am Adolf-Reichwein-Studienseminar in Westerburg.

## Leben und Werk
Uli Jungbluth absolvierte nach dem Abitur ein Lehramtsstudium, schloss als Diplom-Pädagoge ab und promovierte anschließend.
Er arbeitete in der Lehrerausbildung als Erziehungswissenschaftler und Fachleiter für das Allgemeine Seminar, zuletzt am Adolf-Reichwein-Studienseminar in Westerburg. Er war Vorsitzender der Kultur- und Geschichtswerkstatt Westerwald und leitet das Museum in der Schule Selters (MUSE).
Neben fachwissenschaftlichen und fachdidaktischen Publikationen schreibt er Aufsätze zur Regionalgeschichte und organisiert Ausstellungen zur regionalen Geschichte und Kunstgeschichte sowie zur Volkskunde.
Er ist Autor zahlreicher Veröffentlichungen über den Westerwald, mit dem Schwerpunkt Schul- und Museumspädagogik, Regional- und Landeskunde.
Jungbluth betreibt einen Blog über historische Geschehnisse im Westerwald und in Deutschland.

## Veröffentlichungen
- Rassismus, Fremdenfeindlichkeit, NS-Erbe. Gegenwart der Vergangenheit.  Handreichung für die pädagogische Arbeit. Mainz 1994. OCLC 915031320.
- Hitlers Geheimwaffen im Westerwald. Zum Einsatz der V-Waffen gegen Ende des Zweiten Weltkrieges. (Werkstatt-Beiträge zum Westerwald. 2.) 3. Auflage. Westerburg/Montabaur 1996
- mit J. Jösch u. a.: Juden im Westerwald. Leben, Leiden und Gedenken. (Werkstatt-Beiträge zum Westerwald. Nr. 6). Montabaur 1998.
- 1848. Westerwald und Altenkirchen. (Werkstatt-Beiträge zum Westerwald. 5). Eukob, Montabaur 1999, ISBN 3-00-005397-2
- Wunderwaffen im KZ „Rebstock“. Zwangsarbeit in Dernau/Rheinland-Pfalz und Artern/Thüringen im Dienste der V-Waffen. Rhein-Mosel-Verlag, Briedel/Mosel 2000, ISBN 3-929745-65-8
- Nauort im Westerwald. Eine Chronik. Nauort (Ortsgemeinde) 2000. ISBN 3-00-006941-0
- Frieden ist, wenn die Kinder Krieg spielen. Vom Westerwald in den Südlibanon. Einblicke in die arabische Welt. (Werkstatt-Beiträge zum Westerwald. 10.) Fölbach, Koblenz 2004, ISBN 3-934795-27-7
- Widerstand gegen den „Nationalsozialismus“ im Westerwald. 2005. (Sonderdruck aus: Nassauische Annalen.  Band 116, Wiesbaden)
- Metallgeschmack. Aus dem Leben eines Hitlerjungen im Westerwald. (Werkstatt-Beiträge zum Westerwald. 12). Kloft, Kölbingen 2005, ISBN 3-929656-01-9
- Es stand in der Zeitung. Eine Dokumentation zur veröffentlichten Meinung im Westerwald 1932 bis 1945. (Werkstatt-Beiträge zum Westerwald. 13.) Kloft, Kölbingen 2005, ISBN 3-929656-02-7
- Heimat im Westerwald. Literarische Streifzüge. Kloft, Kölbingen 2006, ISBN 3-929656-04-3.
- Lebensverhältnisse im Westerwald. Zu den Ämtern Herschbach und Selters. Eine Dokumentation. Selters 2009. ISBN 978-3-940118-01-1
- Spiegelungen. Porträt und Sammlung. Andreas List. Selters, Fotografie 2013, ISBN 978-3-940118-05-9
- Weltensittich. Autobiografisches. Andreas List. Selters, Fotografie 2014, ISBN 978-3-940118-06-6
- Gott mit uns. Erster Weltkrieg im Westerwald. Andreas List. Selters, Fotografie 2014, ISBN 978-3-940118-07-3
- Westerwald. Streifzüge mit der Kamera. Andreas List, Selters, Fotografie 2014, ISBN 978-3-940118-09-7
- Zeit, Eisen, Baumwolle. Zur Herausbildung der frommen Leistungsethik im Westerwald. Andreas List. Selters, Fotografie 2015, ISBN 978-3-940118-08-0
- Mobil im Westerwald. Fahrrad, Motorrad, Automobil. Selters 2017, ISBN 978-3-940118-11-0
- mit Moritz Jungbluth: Bier im Westerwald. Vom Krautgebräu zum Hopfenbier. Selters 2010. ISBN 978-3-940118-04-2
- mit E. Schweitzer: 100 Jahre SPD Wirges. Wirges 2000
- "Paul-Dickopf-Straße Ein Westerwälder Gemeinderat ehrt einen NS-Verbrecher Paul Dickopf (1910-1973)" uli-jungbluth-press, Selters 2021, ISBN 978-3-940118-15-8
- Jeans, Love and Peace. Raum-Aneignung und Gegenkultur. Zur Geschichte der jungen Leute im Westerwald. Selters 2023, 465 S. ISBN 978-3-940118-16-5
- Was ist Faschismus? Mussolini-Vatikan-Hitler. uli-jungbluth-press, Selters 2024, 83 S. ISBN 978-3-940118-20-2
- Aus meiner Schulzeit in Marienstatt .. (1947-1954) Tatort Marienstatt Band 1, Winfried Thiem Herausgeber Uli Jungblut, Uli-Jungbluth-Press, Selters 2024, 292 S. ISBN 978-3-940118-17-2
- Tatort Marienstatt, Band 2, Uli-Jungbluth-Press, Selters 2024, 256 Seiten ISBN 978-3-940118-19-6
- Weisse Kittel Schwarzer Rauch, Zwangssterilisation und "Euthanasie" im Westerwald 1934 bis 1945, Uli-Jungbluth-Press, Selters 2025, 148 Seiten ISBN 978-3-940118-21-9

Lehrbücher
- mit M. Goertz und G. Ludig: Ich mache mir ein Bild. Arbeitsbuch für den Kunstunterricht in den Klassen 5/6. Metzler, Stuttgart 1982, ISBN 3-476-20256-9
- mit U. Amlung: Seminarwerkstatt Offener Unterricht – am Beispiel Adolf Reichweins lernen. (Studientexte für das Lehramt. 3.) Luchterhand, Neuwied 2000, ISBN 3-472-03977-9
- als Mitautor: Mitmischen in Geschichte. Unterrichtswerk für den Geschichtsunterricht an Hauptschulen und Regionalen Schulen. Rheinland-Pfalz/Saarland 7. Klett, Leipzig 2001, ISBN 3-12-410810-8
- als Mitautor: Mitmischen in Geschichte. Unterrichtswerk für den Geschichtsunterricht an Hauptschulen und Regionalen Schulen. Rheinland-Pfalz/Saarland II. Klett, Leipzig 2002, ISBN 3-12-410820-5
- als Mitautor: Mitmischen in Geschichte. Unterrichtswerk für den Geschichtsunterricht an Hauptschulen und Regionalen Schulen. Rheinland-Pfalz/Saarland III. Klett, Leipzig 2003, ISBN 3-12-410830-2

Romane und Erzählungen
- Barfuß nach Chicago. Vom Vagabund zum Gouverneur oder das Leben des Westerwälder Auswanderers John Peter Altgeld. Roman. Mit Federzeichnungen von Titus Lerner. (Werkstatt-Beiträge zum Westerwald. 8.) CMZ-Verlag, Rheinbach 2002, ISBN 3-87062-704-2
- Wundertüten. Fantastische Geschichten. Selters 2007. ISBN 978-3-940118-00-4
- Asphalt im Westerwald. Literarische Krähenfüße. Selters 2009. ISBN 978-3-940118-02-8